# مذكرات فتاة مراهقة
مذكرات فتاة مراهقة (بالإنجليزية: The Diary of a Teenage Girl)‏؛ هو فيلم دراما كوميدي أمريكي صدر عام 2015 من إخراج مارييل هيلر وبطولة بيل باولي.

## وصلات خارجية
- مذكرات فتاة مراهقة على موقع IMDb (الإنجليزية)
- مذكرات فتاة مراهقة على موقع ميتاكريتيك (الإنجليزية)
- مذكرات فتاة مراهقة على موقع روتن توميتوز (الإنجليزية)
- مذكرات فتاة مراهقة على موقع نتفليكس (الإنجليزية)
- مذكرات فتاة مراهقة على موقع قاعدة بيانات الأفلام العربية
- مذكرات فتاة مراهقة على موقع ألو سيني (الفرنسية)
- مذكرات فتاة مراهقة على موقع أول موفي (الإنجليزية)
- مذكرات فتاة مراهقة على موقع بوكس أوفيس موجو (الإنجليزية)
- مذكرات فتاة مراهقة على موقع فيلمافينيتي (الإسبانية)
- مذكرات فتاة مراهقة على موقع قاعدة بيانات الأفلام السويدية (السويدية)